# 3D Systems

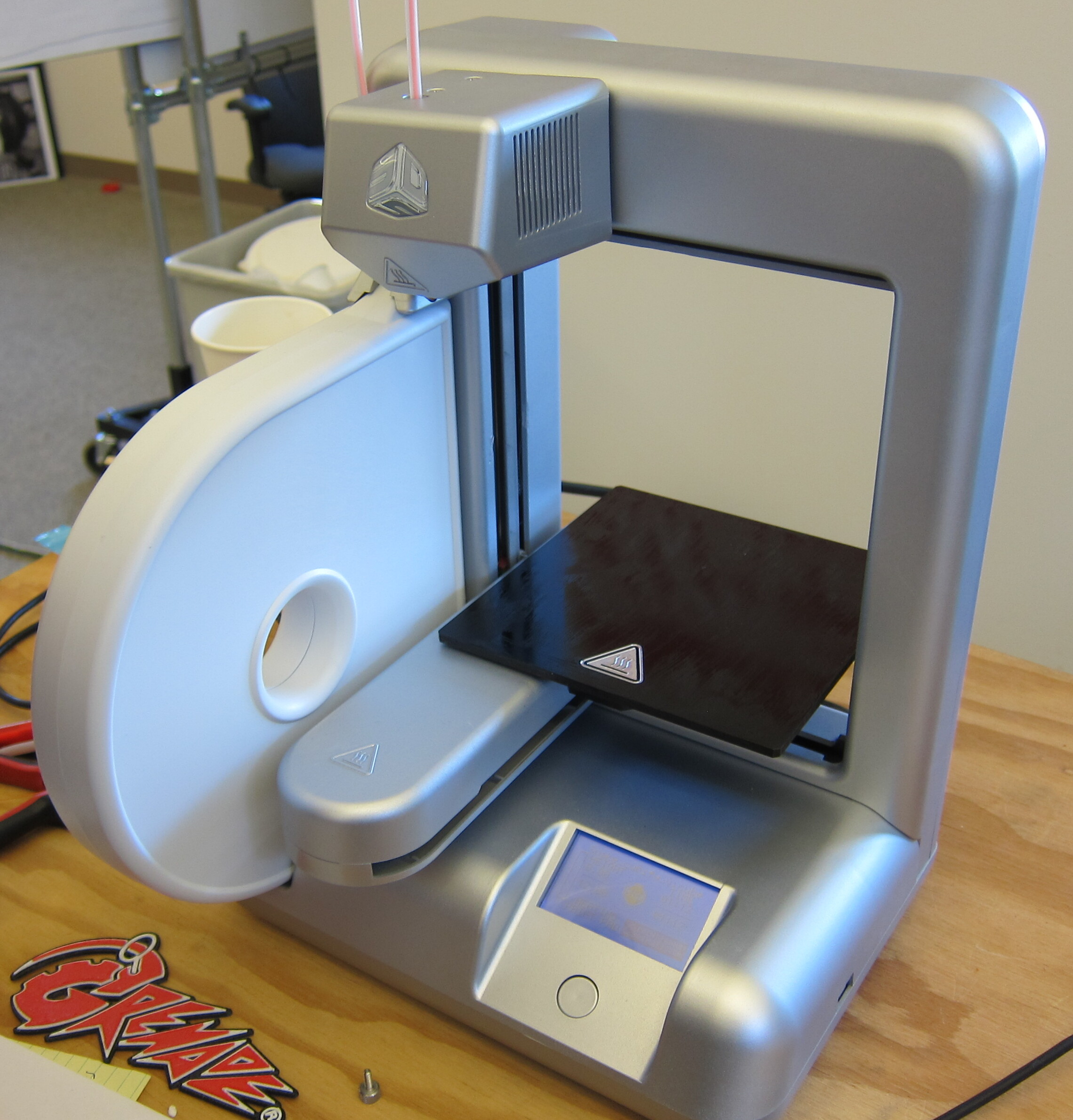
3D Systems FDM 3D-Drucker (2012)

3D Systems ist ein US-amerikanisches Unternehmen mit Hauptsitz in Rock Hill in South Carolina. Es ist ein Unternehmen, das 3D-Drucker, 3D-Druckmaterialien und 3D-Scanner entwickelt, herstellt und verkauft sowie einen 3D-Druckservice anbietet. Das Unternehmen erstellt Produktkonzeptmodelle, Präzisions- und Funktionsprototypen, Urmodelle für die Werkzeugherstellung sowie Produktionsteile für die direkte digitale Fertigung. Es verwendet proprietäre Verfahren zur Herstellung von physischen Objekten unter Verwendung von Eingaben aus computergestützter Design- und Fertigungssoftware oder 3D-Scannern und 3D-Skulptur-Geräten.
Die Technologien und Dienstleistungen von 3D Systems werden in der Design-, Entwicklungs- und Produktionsphase in vielen Branchen eingesetzt, darunter Luft- und Raumfahrt, Automobilbau, Gesundheitswesen, Zahnmedizin, Unterhaltung und langlebige Güter. Das Unternehmen bietet eine Reihe eigener 3D-Drucker sowie Software, Materialien und den Online-Schnelldruckdienst On Demand an. Das Unternehmen ist für die Entwicklung der Stereolithografie und des STL-Dateiformats bekannt. Chuck Hull, der Gründer und ehemalige Präsident von 3D Systems, erfand in den 1980er Jahren die Stereolithografie.

## Geschichte
1983 wurde mit Hilfe der Stereolithografie, welche von Chuck Hull patentiert wurde, der erste Gegenstand von einem 3D-Drucker gedruckt. 3D Systems wurde drei Jahre später in Valencia, Kalifornien, von Chuck Hull gegründet, um die Technologie kommerziell anwenden zu können. 1987 kam der erste 3D-Drucker auf den Markt, welcher von dem Unternehmen entwickelt wurde. 1990 erfolgte der Börsengang von 3D Systems. Mit der Einführung von Festkörperlasern im Jahr 1996 erweiterten Hull und sein Team die Palette der einsetzbaren Materialien. Ingenieure aus den Bereichen Transport, Gesundheitswesen und Konsumgüter trieben die frühen Phasen der Forschung und Entwicklung von 3D Systems im Bereich Rapid Prototyping voran.
Ende 2001 begann 3D Systems ein Akquisitionsprogramm, das die Größe und Technologie des Unternehmens durch den Besitz von Software, Materialien, Druckern und druckbaren Inhalten sowie den Zugang zu den Fähigkeiten von Ingenieuren und Designern erweiterte. Im Jahr 2005 verlegte 3D Systems seinen Hauptsitz von Kalifornien nach Rock Hill in South Carolina und begründete den Umzug mit dem günstigen Geschäftsklima, den nachhaltig niedrigeren Geschäftskosten und den erheblichen Investitions- und Steuervorteilen. 2009 führte es die On-Demand-Fertigung von Teilen ein. 2015 erfolgte die Expansion nach China. Heute (Stand 2021) ist 3D Systems ein multinationales Unternehmen mit Standorten in Nordamerika, Europa und Asien und einer der Marktführer im Bereich 3D-Druck.